# Anastasie Gribanovski
Anastasie Gribanovski (în rusă Митрополит Анастасий, pe numele de mirean Aleksandr Alexeevici Gribanovski, în rusă Александр Алексеевич Грибановский; 6 august 1873, satul Bratki, județul Borisoglebsk, Gubernia Tambov - 22 mai 1965, New York) a fost un arhiepiscop ortodox rus al Chișinăului și cel de-al doilea întâistătător al Bisericii Ortodoxe Ruse din exil.
Predecesorul său în scaunul episcopal de la Chișinău a fost Platon Rojdestvenschi. Pe 14 iunie 1918 Sfântul Sinod al Bisericii Ortodoxe Române l-a destituit din funcția de arhiepiscop de Chișinău. În urma presiunii autorităților române s-a refugiat la Belgrad, împreună cu cei doi episcopi vicari ai săi. În locul său, Sinodul de la București l-a ales pe Gurie Grosu.
Alungarea arhiepiscopului Gribanovski de la Chișinău a dus la contenciosul bisericesc româno-rus, care durează până în prezent.
În anul 1936 a devenit al doilea întâistătător al Bisericii Ortodoxe Ruse din exil.